# Манойлов, Владимир Евстафьевич
Владимир Евстафьевич Манойлов (28 июля 1908 года, Новая Ладога — 1991) — советский учёный-электротехник, автор учебников и научно-популярных книг по электробезопасности. Заслуженный деятель науки и техники РСФСР (1976), доктор технических наук (1961), профессор.

## Биография
Родился в семье земского врача. В годы гражданской войны вместе с семьёй жил в Самаре. В 1925 году поступил в Ленинградский электротехнический институт им. В. И. Ульянова (Ленина), а в 1930 окончил кафедру техники высоких напряжений. С 1928 года работал в релейной службе системы Ленэнерго в должности техника, инженера, начальника кабельной лаборатории, заместителя главного инженера центральной энерголаборатории, главного инженера управления аварийно-восстановительных работ.
До Великой Отечественной войны занимался схемами заземления, а также разработкой правил безопасности при построении и эксплуатации энергоустановок. Во время войны предложил новый вид электропрепятствий и лично участвовал в их постройке на Лужских рубежах и ближних подступах к блокированному Ленинграду. Участвовал в восстановлении Волховской ГЭС. 
В 1946 году защитил кандидатскую диссертацию. В 1948 году перешёл работать в ЛЭТИ, где с 1949 по 1962 год руководил организованной им же кафедрой техники безопасности.
К защите докторской диссертации Манойлов представил книгу «Основы электробезопасности», ставшую итогом его научной деятельности в этой теме. После защиты диссертации в 1961 году он перешёл в Ленинградский институт авиационного приборостроения (ныне - ГУАП), где проработал до конца жизни. Организовал и возглавил кафедру приборов авиационной и космической медицины, участвовал в разработке электромедицинских приборов и новых методов медицинской диагностики. Организовал специальность подготовки инженеров по электронно-медицинской аппаратуре. В 1976 году удостоен звания заслуженного деятеля науки и техники РСФСР. Многие годы был членом экспертной комиссии ВАК по специальности приборостроение, двадцать пять лет входил в состав редколлегии журнала «Приборостроение». Был секретарём партбюро энергетического факультета ЛЭТИ. 
Автор 19 монографий, в том числе книг «Основы электробезопасности», «Электреты», «Под высоким напряжением», более 100 статей в советских научных и отраслевых журналах. Был научным руководителем у более 50 соискателей учёной степени кандидата технических наук. Его научно-популярная книга «Электричество и человек» награждена дипломом второй степени общества «Знание» как лучшая книга 1983 года.
Похоронен на кладбище в Репино.

## Семья
Отец — Евстафий Осипович Манойлов (1867—1942) — врач амбулатории общины святой Евгении.
Мать — Ольга Семёновна Манойлова-Григорьева (1880—1962) — доктор биологических наук, выпускница парижского университета, работала в институте Пастера под руководством Ильи Мечникова, а позднее в Германии у Пауля Эрлиха, первая женщина-профессор на медицинском факультете Самарского университета, преподаватель женских естественно-научных курсов Лохвицкой-Скалон.
Брат — Семён Евстафьевич Манойлов (1912—2004) — доктор медицинских наук, почётный профессор Петербургской Государственной Химико-фармацевтической академии, заведовал кафедрой биохимии Калининского государственного медицинского института. Участвовал в Великой Отечественной войне, награждён орденом Красной Звезды.